# تامير هيمان
تامير هيمان (תמיר הימן) (مواليد 1968) هو ضابط احتياط في جيش الدفاع الإسرائيلي برتبة ألوف ويشغل منصب مدير معهد دراسات الأمن القومي. شغل سابقا منصب رئيس مديرية المخابرات العسكرية،  كما كان قائد للفيلق الشمالي، وقائدًا للكليات العسكرية في جيش الدفاع الإسرائيلي. عام 2022، تولى منصبه كمدير لمعهد دراسات الأمن القومي، خلفًا لأودي ديكل. وفي يناير 2024، تم تعيينه رئيس لمعهد دراسات الأمن القومي، ومن المتوقع أن يدخل تعيينه حيز التنفيذ في مايو من ذلك العام.

## السيرة الذاتية
نشأ تامير هيمان في بات يام والتحق بالجيش الإسرائيلي عام 1987، في سلاح المدرعات. خدم كعامل اتصالات في الكتيبة 82 من اللواء 7 وشارك في القتال في جنوب لبنان عندما كانت وحدته متمركزة في مخفر الريحان. وأكمل في وقت لاحق دورة قادة الدبابات. وبعد انتهاء دورة الضباط، عاد إلى الكتيبة كقائد فصيلة وعمل بعد ذلك كمدرس في دورة ضباط سلاح المدرعات. وبعد أن خدم كقائد سرية عمليات، عاد إلى دورة الضباط كقائد سرية.
بعد الدراسة في كلية القيادة والأركان في جيش الدفاع الإسرائيلي بين عامي 1996 و1998، ثم نائب قائد الكتيبة 77 من اللواء 7، كضابط عمليات في الفرقة 36، كقائد للكتيبة 75 من اللواء 7. وكقائد من الكتيبة 196 في دورة ضباط سلاح المدرعات. تمت ترقيته إلى رتبة عقيد وتابع دراسته في كلية الأمن القومي بينما كان يقود في الوقت نفسه تشكيل "الرعيم Re'em"، وهو لواء مدرع في الاحتياط. وكان ضابط مشروع الجدار الفاصل في القيادة المركزية وقائد لواء افرايم. وفي عام 2005، تم تعيينه قائداً للواء 460، لواء تدريب سلاح المدرعات، وهو المنصب الذي شغله حتى بعد حرب لبنان الثانية 2006. تم تعيينه لاحقًا كضابط عمليات في القيادة الشمالية، وفي عام 2008، تمت ترقيته إلى رتبة عميد وحل محل يوآف هار إيفين كقائد لتشكيل التخلص من الذخائر المتفجرة، وهي فرقة مدرعة. في الوقت نفسه، شغل هيمان منصب قائد مركز تدريب قيادة القوات البرية وقائد دورة قادة الألوية.
وفي يوليو 2011، تم تعيينه قائدا لتشكيل "جيعش Ga'ash"، وهي فرقة مدرعة نظامية في هضبة الجولان، وخدم في هذا المنصب حتى يوليو 2013. تميزت فترة قيادته بتعامل الفرقة مع امتداد الحرب الأهلية السورية إلى الأراضي المحتلة، بما في ذلك حوادث إطلاق النار على قوات الجيش الإسرائيلي، وسقوط قذائف الهاون، والنيران الانتقامية الإسرائيلية التي دمرت المواقع العسكرية السورية. وتم إنشاء مستشفى ميداني على الحدود لاستقبال الجرحى من سوريا، وتأمين المواقع المهجورة، وتنفيذ أعمال البنية التحتية لتعزيز السياج الحدودي.
تولى بعد ذلك منصب رئيس "دائرة التوراة والإرشاد" في مديرية المخابرات العسكرية. في 5 فبراير 2015، تمت ترقية هيمان إلى رتبة لواء، وبعد أيام قليلة، في 8 فبراير، دخل منصبه كقائد للفيلق الشمالي. وفي أغسطس 2015، تم تعيينه قائد للكليات العسكرية، كما يشغل أيضاً منصب قائد الفيلق.
وفي 28 مارس 2018، تولى منصبه كرئيس للمخابرات العسكرية.[بحاجة لمصدر] وقد خدم في هذا الدور خلال عمليات مختلفة، بما في ذلك العملية الخاصة في خان يونس، وعملية الحزام الأسود، ومعركة سيف القدس (حارس الجدران بالتسمية العبرية). في 5 أكتوبر 2021 أكمل منصبه[بحاجة لمصدر] وتم تسريحه من الجيش الإسرائيل.

## الحياة الشخصية
تامير هيمان خريج كلية إنترآرمز للقيادة والأركان، حاصل على درجة البكالوريوس في العلوم السياسية والاقتصاد من جامعة بار إيلان ودرجة الماجستير من كلية الأمن القومي وجامعة حيفا. وهو متزوج وله طفلان ويقيم في بيت حيفر. وشقيقه هو القاضي في المحكمة المركزية في تل أبيب، أفراهام هيمان.